# Шарм-Абур
Шарм-Абур (Шерм-Бихар; араб. شرم ابحر‎) — залив, расположенный на восточном побережье Красного моря, в 35 километрах от города Джидды (провинция Мекка, Саудовская Аравия). Длина залива — 9 километров, средняя ширина — 0,5 километра, максимальная — 1,5 километра. Наибольшая глубина — 50 метров. Площадь поверхности — 7,79 км².
Дно залива имеет V-образную форму, покрыто коралловыми рифами. В залив не впадает ни одного водотока; ранее залив являлся приустьевой частью вади Аль-Кура. Средняя солёность воды меняется в пределах 39—40 ‰ в зависимости от сезонов года.
Бухта является популярным местом среди владельцев яхт. На побережье залива находится Башня Джидды, которая после окончания строительства должна стать самым высоким зданием в мире.